# Donoússa
Donoússa (grec moderne : Δονούσα) est une île des Cyclades faisant partie de l'archipel des Petites Cyclades au Sud-Est de Naxos.

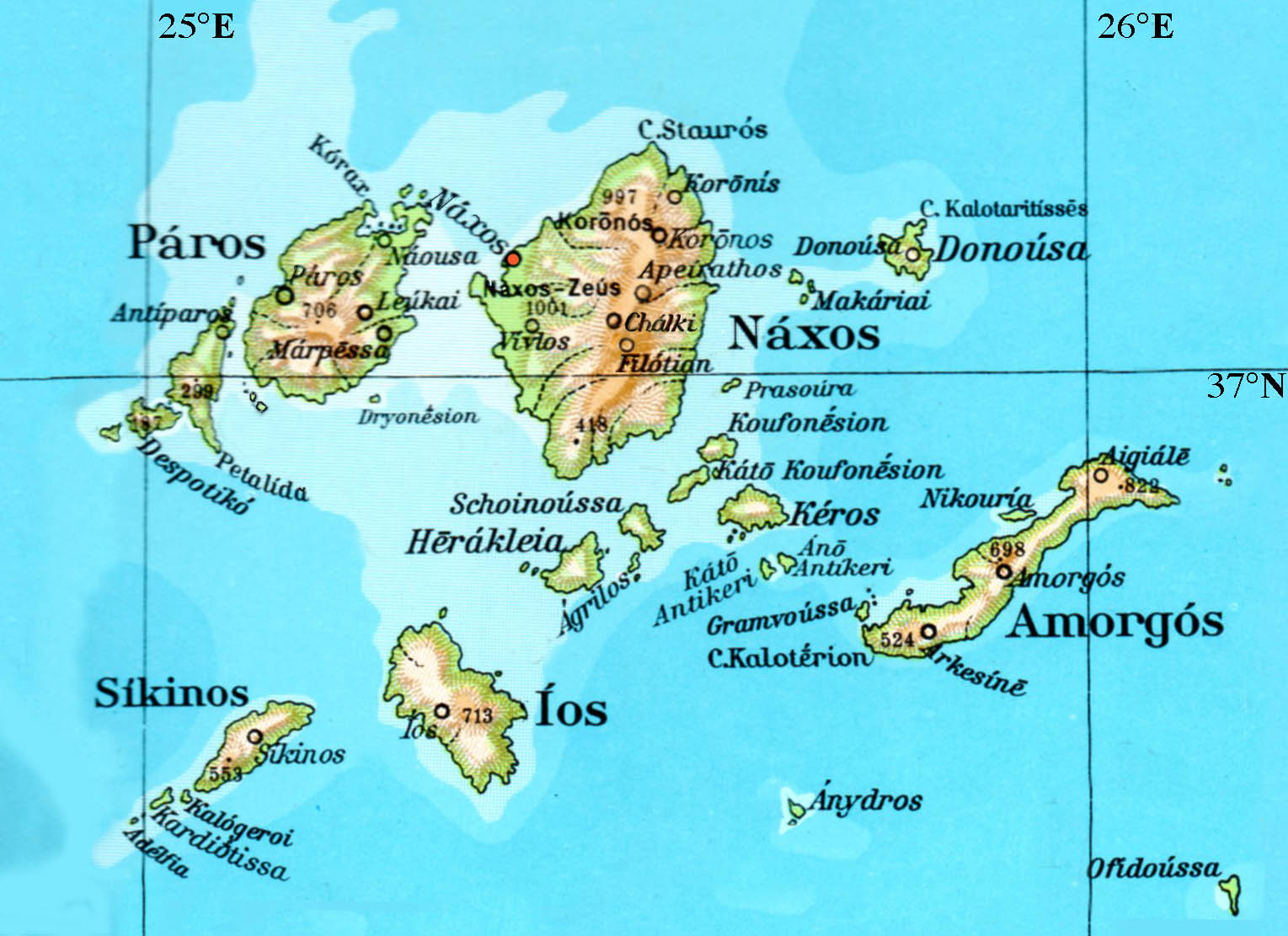
Donoussa parmi les îles voisines : Paros, Naxos, Ios, Amorgós et autres.

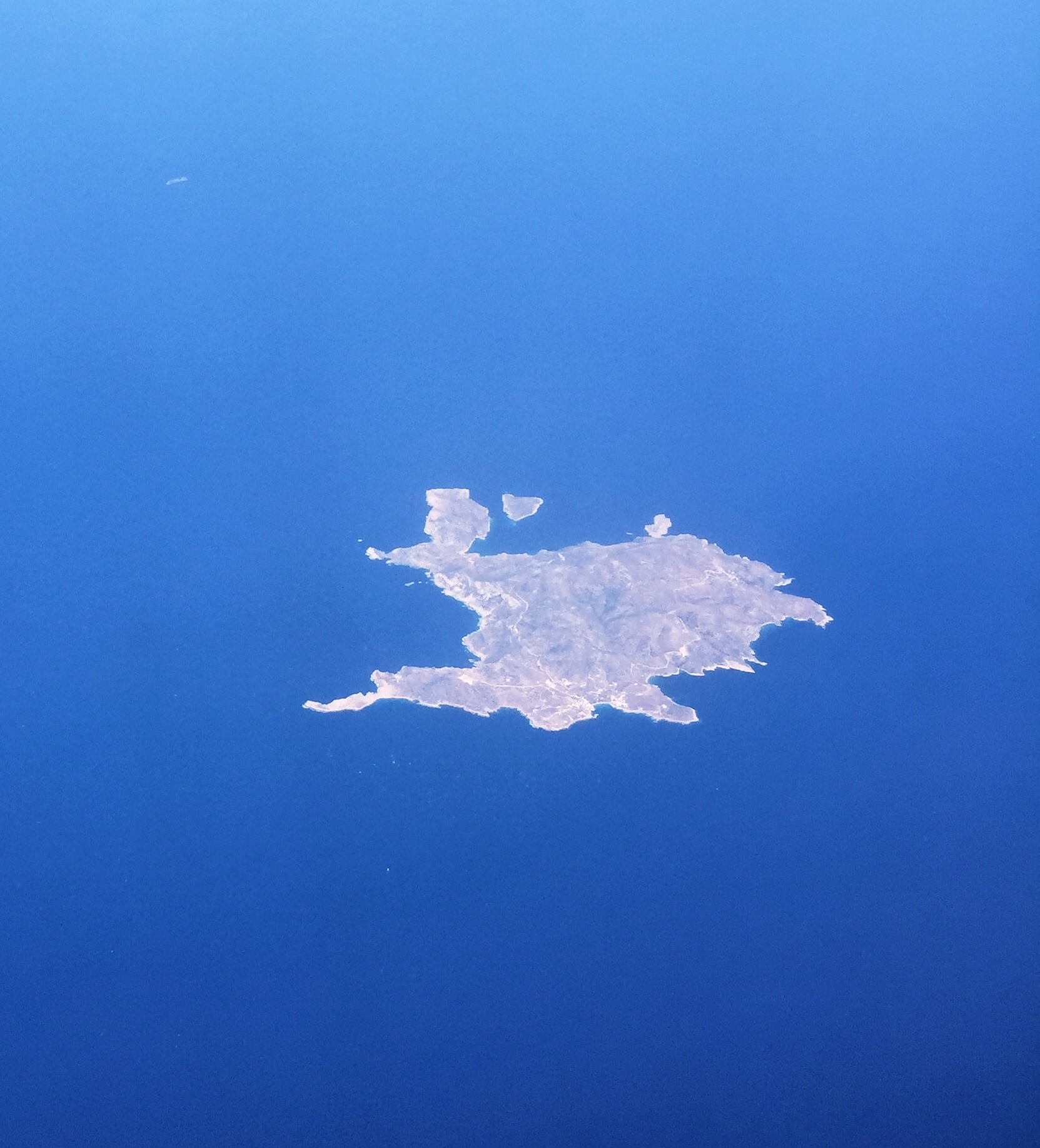
Donoussa vue d'avion (11136 mètres)

Donoussa est située à 120 milles marins du Pirée et compte 120 habitants en 2001.
Elle n'est habitée de façon permanente que depuis 1830 environ, par des colons venus de l'île voisine d'Amorgós, à laquelle elle était administrativement rattachée jusqu'en 1950. Actuellement elle constitue la Communauté de Donoussa.
Son école primaire a six élèves et le lycée sept élèves.
L'île est reliée au Pirée directement deux fois par semaine (trois de juin à septembre), et un service régional (Naxos, Amorgós, Petites Cyclades) passe trois fois par semaine.
Son infrastructure touristique comporte 120 chambres à louer, deux agences de voyages, 7 cafés-tavernes, un minimarket, un kiosque à journaux et une boulangerie ouverte uniquement l'été.
Donoussa fait partie des îles des Cyclades qui ne sont plus autosuffisantes en eau. Elle reçoit de l'eau tous les ans (et surtout l'été à cause de la saison touristique) par bateau-citerne depuis le port du Laurion en Attique, pour un coût moyen de 8,30 € le mètre-cube.